# 김병선 (희극인)
김병선(1987년 12월 4일~)은 대한민국의 희극인이다. KBS 28기 공채 개그맨으로 입사하였다. 유튜브에서 코미꼬라는 이름으로 활동하고 있다. 2019년 2월, 갓 탤런트 에스파냐(Got Talent España)에 참가하였다.
부인은 수영선수 이윤주이다.

## 학력
서울대학교 체육교육학 학사이다.

## 출연 작품
- KBS2 《개그콘서트》
  - 〈남자가 필요없는 이유〉
  - 〈전설의 레전드〉
  - 〈놈놈놈〉
  - 〈그래 그래〉
  - 〈숨은 표절찾기〉
  - 〈멘탈 甲〉
  - 〈선배, 선배!〉
  - 〈세상아 덤벼라〉
  - 〈이.개.세 (이 개그맨들이 사는 세상)〉
  - 〈도찐개찐〉
  - 〈스톡홀름 신드롬〉
  - 〈민상토론〉
  - 〈갑툭튀〉
  - 〈일어나〉
  - 〈둘이서도 잘해요〉
  - 〈창과 방패〉상인 1 역
  - 〈봇말려〉
  - 〈아무말 대잔치〉
  - 〈연기돌〉

### 공연
- 2017년 광쇼

## 같이 보기
- 이윤주 (수영 선수)
- 임현주 (아나운서)